# HD 43848
HD 43848 — субгігант 9-ї зоряної величини K-типу, розташований на відстані приблизно 123 світлових років від нас у сузір'ї Колумба. Зірка менш масивна, ніж Сонце.
29 жовтня 2008 року за допомогою ешелл-спектрографа MIKE на 6,5-метровому телескопі Magellan II (Clay) було виміряно радіальну швидкість, яка вказує на наявність компаньйона масою принаймні 25 мас Юпітера, що обертається навколо зірки.